# Pseudothericles jallae
Pseudothericles jallae is een rechtvleugelig insect uit de familie Thericleidae. De wetenschappelijke naam van deze soort is voor het eerst geldig gepubliceerd in 1897 door Griffini.